# Командный чемпионат СССР по спидвею 1991

## Высшая Лига
| М | Команда                     | Матч | Очки |
| - | --------------------------- | ---- | ---- |
| 1 | «СКА-Конвейер», г. Львов    | 16   | 26   |
| 2 | «Турбина», г. Балаково      | 16   | 26   |
| 3 | «Восток», г. Владивосток    | 16   | 24   |
| 4 | «Строитель», г. Октябрьский | 16   | 22   |
| 5 | «Локомотив», г. Даугавпилс  | 16   | 18   |
| 6 | «Башкирия», г. Уфа          | 16   | 10   |
| 7 | «Сибирь», г. Новосибирск    | 16   | 8    |
| 8 | «Цементник», г. Черкесск    | 16   | 8    |
| 9 | «Кузбасс», г. Кемерово      | 16   | 2    |

## Первая лига, класс  «А»
| М | Команда                  | Матч | Очки |
| - | ------------------------ | ---- | ---- |
| 1 | «Сигнал», г. Ровно       | 10   | 17   |
| 2 | «Тайфун», г. Элиста      | 10   | 14   |
| 3 | «Салават», г. Салават    | 10   | 14   |
| 4 | «Жигули», г. Тольятти    | 10   | 11   |
| 5 | «Шахтёр», г. Червоноград | 10   | 4    |
| 6 | «Урал», г. Стерлитамак   | 10   | 0    |

## Первая лига, класс  «Б»
| М | Команда                 | Матч | Очки |
| - | ----------------------- | ---- | ---- |
| 1 | «Труд», г. Мелеуз       | 8    | 11   |
| 2 | «Юность», г. Черкесск   | 8    | 10   |
| 3 | «Старт», г. Уссурийск   | 8    | 8    |
| 4 | «СКИФ», г. Донецк       | 8    | 5    |
| 5 | «Сфера», г. Севастополь | 8    | 2    |

## Медалисты
| «СКА-Конвейер», г. Львов | Р.Саитгареев, И.Зверев, В.Гайдым, А.Лятосинский, В.Малахов, А.Осока, И.Главинский, И.Борисенко, В.Дубанич |
| «Турбина», г. Балаково   | А.Морозов, С.Кузин, О.Волохов, А.Волохов, С.Коновалов, С.Деркач, В.Шляпугин, В.Елшин, В.Попов             |
| «Восток», г. Владивосток | В.Ефимов, А.Кононец, Г.Харченко, И.Столяров, В.Никулин, А.Коржевой, А.Иваньков, А.Сушков                  |